# Ibarra
Ibarra és un municipi de Guipúscoa, de la comarca del Tolosaldea.

## Eleccions municipals 2007
Cinc partits optaven a l'ajuntament del municipi; EAJ-PNB, EA, PSE-EE, EB-ARALAR i PP. Aquests van ser els resultats: 
- Eusko Alderdi Jeltzalea - Partit Nacionalista Basc : 405 vots. (4 escons)
- Eusko Alkartasuna : 384 vots (4 escons)
- Partit Socialista d'Euskadi - Euskadiko Ezkerra : 233 vots (2 escons)
- Ezker Batua - Aralar : 134 vots (1 escó)
- Partit Popular : 86 vots (0 escons)

Aquests resultats van fer que es convertís en alcaldessa Maria Consuelo Romeo Aia per part d'EAJ-PNB, amb 4 regidories, igual que Eusko Alkartasuna. Per la seva banda, PSE-EE va assolir dues regidories, mentre que EB-ARALAR en va assolir 1, i el PP no va assolir cap representació en el municipi. Destacar clarament el vot nul que va superar qualsevol candidatura, i que l'esquerra abertzale EAE-ANV (il·legalitzada en el municipi) va reclamar com a seus. El vot declarat com nul va ser de 731 vots.